# Rob Muffels
Rob Muffels, né le 8 décembre 1994 à Elmshorn, est un nageur allemand spécialisé dans les épreuves en eau libre.

## Palmarès

### Championnats du monde
- Championnats du monde 2015 à Kazan ( Russie) :
  -  Médaille d'argent du 5 km en eau libre

- Championnats du monde 2019 à Gwangju ( Corée du Sud) :
  -  Médaille de bronze du 10 km en eau libre
  -  Médaille d'or du 5 km en eau libre par équipes (avec l'Allemagne)

### Championnats d'Europe
- Championnats d'Europe juniors de nage en eau libre :
  -  Médaille d'or du 7,5 km en 2012.
- Championnats d'Europe 2016 à Hoorn ( Pays-Bas) :
  -  Médaille d'argent du 5 km en eau libre par équipe mixte
- Championnats d'Europe de natation 2018 à Glasgow ( Royaume-Uni):
  -  Médaille de bronze du 10 km eau libre
- Championnats d'Europe de natation 2020 à Budapest ( Hongrie) :
  -  Médaille d'argent du 5 km relais mixte en eau libre (avec l'équipe d'Allemagne)